# Zach Smith
Zachary Kurt Smith, detto Zach (Dallas, 5 gennaio 1996), è un cestista statunitense.

## Palmarès
- Campionato bielorusso: 1

Minsk: 2022-23